# 凱特 (喬治亞州)
凱特（英語：Kite）是一個位於美國喬治亞州約翰遜縣的城市。

## 地理
凱特的座標為32°41′29″N 82°30′55″W / 32.69139°N 82.51528°W，而該地的平均海拔高度為76米（即249英尺）。

## 人口
根據2010年美國人口普查的數據，凱特的面積為2.10平方千米，當中陸地面積為2.09平方千米，而水域面積為0.01平方千米。當地共有人口241人，而人口密度為每平方千米114.76人。